# Rockin' in the Parlour
Rockin' in the Parlour  es una canción y primer sencillo publicado por la banda de hard rock AC/DC. Pertenece al lado B del sencillo "Can I Sit Next to You Girl" lanzado el 22 de julio de 1974 bajo el sello discográfico de Australia Albert Productions. Este sencillo es la única grabación comercial del grupo con el cantante Dave Evans.

## Canción
| Lado B |                          |              |          |  |
| N.º    | Título                   | Escritor(es) | Duración |  |
| 1.     | «Rockin' in the Parlour» | Young/Young  | 3:17     |  |

## Personal

### Banda
- Dave Evans – vocalista
- Angus Young – guitarra líder
- Malcolm Young – guitarra rítmica
- Rob Bailey – bajo
- Peter Clack – batería

### Producción
- Harry Vanda - productor
- George Young - productor